# تالاواتورا
تالاواتورا (به لاتین: Talawatura) یک منطقهٔ مسکونی در سری‌لانکا است که در استان مرکزی (سری‌لانکا) واقع شده‌است.